# Riposo (transumanza)

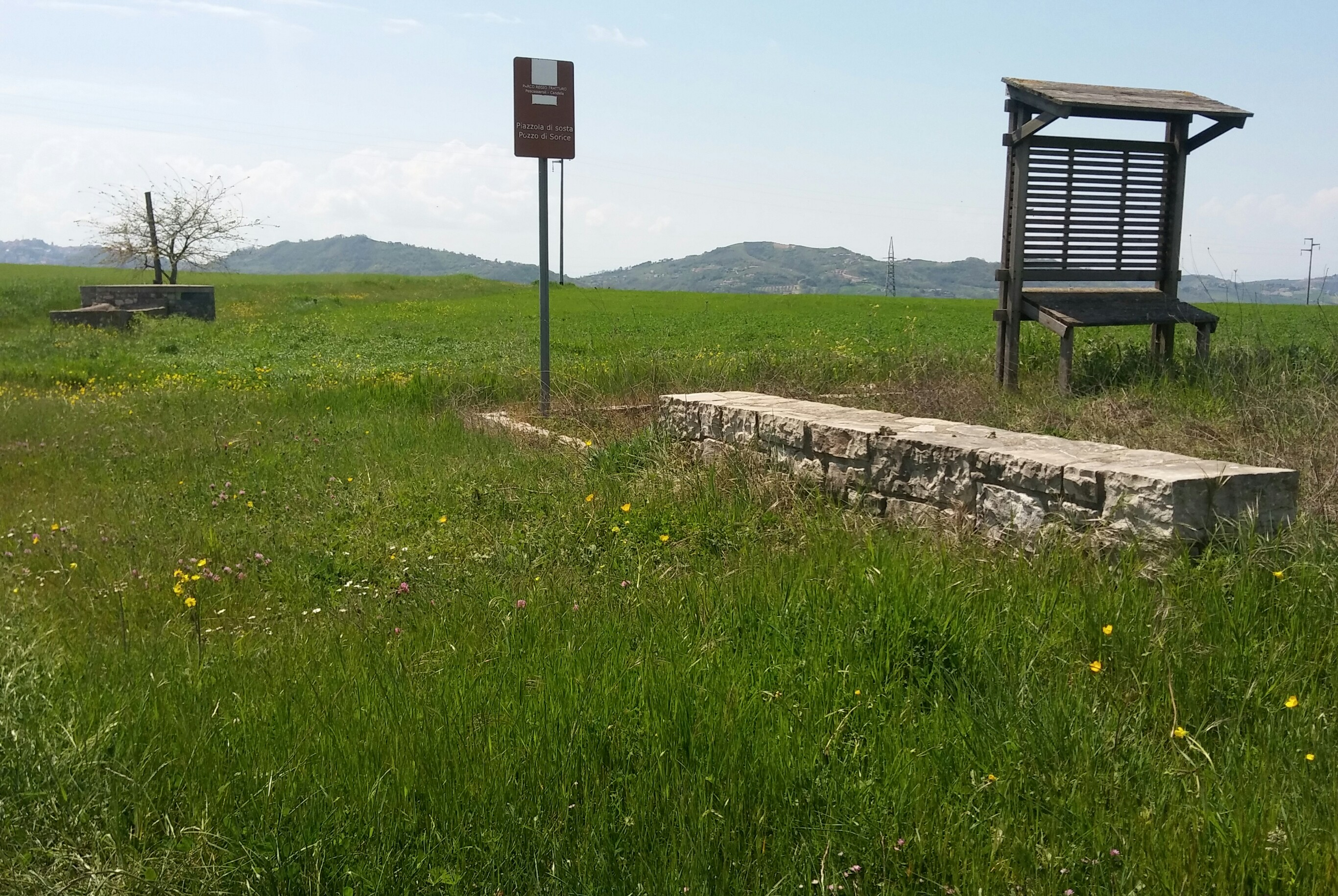
Un riposo presso un pozzo (visibile sulla sinistra) lungo il tratturo Pescasseroli-Candela, a nord di Ariano Irpino

Il riposo è un'ampia area pascoliva destinata alla sosta delle greggi. 

## Descrizione
Queste zone di pastura si trovano disseminate lungo i percorsi armentizi, le loro superfici integrano e appartengono alla complessa rete viaria del percorso della transumanza costituito da tratturi, tratturelli e bracci. 
Si dividono in due categorie: 
- Riposo autunnale - Estensione di pascolo in cui il bestiame era tenuto fermo in attesa dell'assegnazione del terreno fiscale di locazione, luogo dove il gregge trascorreva l'inverno, o per la conta dei capi di bestiame al fine di calcolare il pagamento dovuto per la fida.
- Riposo laterale - Area di pastura che si allargava lungo il percorso dei tratturi ed era utilizzata per le soste delle greggi durante gli spostamenti.

Situati in aree aoleggiate in prossimità di pozzi o sorgenti, di solito non presentavano strutture permanenti, dato che i ripari per i pastori e i recinti per gli animali venivano realizzati con attrezzature mobili trasportate al seguito durante la transumanza.
I riposi, le cui dimensioni medie si aggiravano tra i 20 e i 30 ettari ciascuno, furono ufficialmente istituiti nel XV secolo da re Alfonso d'Aragona; con l'occasione si stabilì che nessun gregge poteva soffermarsi in un riposo per più di tre giorni.

## Lista dei riposi
I riposi riportati nella Carta dei tratturi, tratturelli, bracci e riposi del Commissariato per la reintegra dei tratturi di Foggia sono:
- Casale
- Taverna del Piano
- Carro o Sequestro
- Colle della Guardia
- Casanicola e Bottone
- Santa Margherita
- Casalbore
- Colapazzo
- Arneo